# Staświny-Osada
Staświny-Osada est un village polonais de la voïvodie de Varmie-Mazurie, dans le powiat de Giżycko.